# Нургалиев, Владимир Вильевич
Владимир Вильевич Нургалиев (20 апреля 1969, Саратов — 27 декабря 1999, Грозный) — российский военный, Герой России.

## Биография
Родился в Саратове 20 апреля 1969 года. По национальности татарин. В 1991 году, окончив Ставропольское высшее военно-авиационное училище лётчиков и штурманов, начал офицерскую службу в частях ВВС. Служил штурманом во Владивостоке. Будучи авианаводчиком, в 1995 году первый раз побывал в командировке в Чеченской Республике.
С августа 1996 года по апрель 1997 года служил во внутренних войсках МВД, был командиром взвода 81-го полка оперативного назначения, расквартированного в городе Благодарный Ставропольского края. Затем служил в 101-й бригаде оперативного назначения (город Ставрополь), был заместителем командира артиллерийско-зенитного дивизиона по воспитательной работе. С 1999 года в звании майора являлся заместителем командира отдельного батальона оперативного назначения по работе с личным составом (хутор Дыдымкин Курского района Ставропольского края).
22 декабря 1999 года вновь был направлен для выполнения задачи по разоружению и уничтожению боевиков на территорию Чеченской Республики.

## Подвиг
27 декабря 1999 года в Ленинском районе города Грозного трое военнослужащих, два офицера и рядовой, были отправлены на «зачистку» хлебозавода. После того, как они не вернулись в установленный срок, на их поиски вышла группа из семи разведчиков с Владимиром Нургалиевым. Однако по пути группа попала в засаду боевиков, которые открыли огонь в упор. Нургалиев вызвал огонь на себя, дал подчинённым возможность занять оборону и лично уничтожил троих боевиков, а также их пулемётный расчет. Кроме того, в ходе боя вынес в безопасное место раненого военнослужащего, прикрыв его собой. Продолжая бой, при смене огневой позиции был смертельно ранен снайпером боевиков. Однако своими действиями спас жизни многим из своих подчинённых.

## Награды
7 июля 2000 года указом Президента Российской Федерации № 1267 Владимиру Нургалиеву посмертно присвоено звание Героя Российской Федерации.
Награждён также орденами Мужества и «За военные заслуги», медалями.

## Память
2007 — в Ставрополе открыта мемориальная доска.
2007 — в Ставрополе улица и лицей № 14 названы в его честь.